# Dlhá
Dlhá (1006 m) – szczyt w północnej części pasma Gór Czerchowskich we wschodniej Słowacji. Na szczycie polana. 

## Szlaki turystyczne
wieś Ruská Voľa nad Popradom – Dlhá – przełęcz Pod Dlhou – Murianík – Malý Minčol – wieś Livov – wieś Kríže
 graniczny grzbiet Gór Leluchowskich – wieś Obručné – Dlhá – przełęcz Pod Dlhou – Murianík – Malý Minčol – Minčol